# Маркова Речка
Маркова Речка — река в России, протекает в Юрлинском районе Пермского края. Устье реки находится в 15 км по левому берегу реки Юм. Длина реки составляет 14 км.
Исток реки на Верхнекамской возвышенности у деревни Петракова (Юрлинское сельское поселение) в 26 км к северо-западу от районного центра села Юрла. Река течёт на восток, всё течение проходит по ненаселённому лесу. Впадает в Юм у деревни Келич в 17 км к северо-западу от Юрлы.

## Данные водного реестра
По данным государственного водного реестра России относится к Камскому бассейновому округу, водохозяйственный участок реки — Кама от истока до водомерного поста у села Бондюг, речной подбассейн реки — бассейны притоков Камы до впадения Белой. Речной бассейн реки — Кама.
По данным геоинформационной системы водохозяйственного районирования территории РФ, подготовленной Федеральным агентством водных ресурсов:
- Код водного объекта в государственном водном реестре — 10010100112111100002492
- Код по гидрологической изученности (ГИ) — 111100249
- Код бассейна — 10.01.01.001
- Номер тома по ГИ — 11
- Выпуск по ГИ — 1